# Portea filifera
Portea filifera är en gräsväxtart som beskrevs av Lyman Bradford Smith. Portea filifera ingår i släktet Portea och familjen Bromeliaceae. Inga underarter finns listade i Catalogue of Life.